# Валентин (тенк)
 Валентин  је британски лаки тенк произведен од 1940. до 1944. године. Пројектовале су га фабрике Викерс и Армстронг користећи дизајн и компоненте с претходних тенкова, Крузер Мк I и Крузер Мк II. За разлику од претходних тенкова за које је министарство рата издало посебне захтеве у вези техничких спецификација тенка, Валентин је био пројекат који је фабрика Викерс предложила два дана пре празника светог Валентина 1938. године, због чега је и добио име Валентин. Први уговор о производњи 275 тенкова је потписан у јулу 1939. без произведеног прототипа јер су све компоненте биле већ коришћене на претходним тенковима. Први серијски модел је изашао из фабрике у мају 1940. године. Производња је трајала до почетка 1944. године и укупно је произведено више од 8000 примјерака у 11 верзија, што је готово четвртина производње свих британских тенкова за време рата. Од овог броја, 1420 их је произведено у Канади и сви канадски примерци осим првих 30 који су коришћени за тренинг посада су послани у Совјетски Савез.
Валентин је пројектован као пешадијски тенк, са највећом дебљином оклопа од 65 mm. Због недовољног броја лаких тенкова, током 1940-1941. су коришћени у опремању оклопних дивизија иако су били преспори за ту улогу. Први пут су коришћени у борби у пустињама северне Африке 1941. године. Учествовали су у готово свим већим биткама на северу Африке. Учествовали су и у инвазији на Италију, у западној Европи, на Мадагаскару 1942. и у неким сукобима на Тихом океану у јединицама Новог Зеланда. Много их је преиначено у возила разних намена као као што су амфибијски тенкови, носачи мостова, командна возила итд.

## Име
Постоји више објашњења за име "Валентин". Према најпопуларнијој верзији, пројекат је представљен Министарству рата 14. фебруара 1940. године, односно на дан Св. Валентина, иако неки извори тврде да је пројекат представљен на дан Св. Валентина 1938. године или 10. фебруара 1938. године. Такође, Валентин је било и средње име сер Џона Кардена, човека који је пројектовао више тенкова укључујући и Валентинове претходнике А10 и А11.Сер Џон Карден је погинуо три године раније у авионској несрећи. Према још једној верзији назив Валентин је акроним за компанију Викерс-Армстронг. Најједноставније објашњење према Дејвиду Флечеру је то да се радило само о интерном шифрованом називу за Викерс и да име тенка нема друго значење.

## Развој и производња
Развој тенка Валентин започео је као предлог команије Викерс базиран на њиховом искуству са моделима крстарећих тенкова А9 и А10 и пешадијског тенка А11 познатијег као Матилда I. Као приватна иницијатива компаније Викерс-Армстронг пројекат није добио ознаку А од стране генералштаба; поднет је на увид министарству рата 10. фебруара 1938. године. Развојни тим покушао је да тежину новог тенка задржи на нивоу тежине дотадашњих крстарећих тенкова како би могао да искористи вешање и пренос коришћен за тешки крстарећи тенк А10, али у комбинацији са дебљим оклопом типичним за пешадијске тенкове. Оклопна заштита новог тенка требало је да буде еквивалентна заштити вертикалне челичне плоче дебљине 60mm, исто као код тенка А11, али са топом од 2 фунте (40mm) у двочланој куполи (А11 је био наоружан само тешким митраљезом) и нижом силуетом и мањом тежином, нови дизајн је био веома компактан и са скученом унутрашношћу. Оклопна заштита му је била слабија од пешадијског тенка Матилда II, али је због слабијег мотора, иако лакши имао исту максималну брзину као Матилда II. Захваљујући коришћењу компоненти постојећих модела А9 и А10, нови тип тенка је било лакше и јефтиније произвести.
Однос Министарства рата према пројекту новог тенка је у почетку био скептичан због величине куполе зато што је у то време преовладало схватање да купола мора да буде довољно велика да прими три члана посаде, како би командир тенка био ослобођен од руковања главним наоружањем. Међутим, забринуто због тадашњег стања у Европи, министарство је коначно одобрило пројекат у априлу 1939. године, а прву наруџбину је упутило већ у јулу исте године, с тим што је испорука требало да почне у мају наредне године. На почетку рата компанији Викерс је наложено да да приоритет производњи тенкова. Нови тенк је започео са испитивањима у мају 1940. године, баш у време када је највећи део тешког наоружања и опреме Британског експедиционог корпуса изгубљен приликом евакуације из Француске, из Денкерка, током Операције "Динамо". Након што су испитивања успешно окончана, нови тенк је ушао у масовну производњу под ознаком пешадијски тенк Марк III; израда прототипова није била потребна зато што је већина механичких компоненти преузета са тенка А10 тако да је нови тенк уведен у употребу већ у јулу 1941. године.